# Rajd Karkonoski 1994
Rajd Karkonoski 1994 był 5. eliminacją Rajdowych Samochodowych Mistrzostw Polski w 1994 roku i 7. eliminacją Rajdowych Mistrzostw Strefy Europy Centralnej 1994. Odbył się w dniach 1-3 lipca. Podobnie jak w 1992 roku, był kandydatem do Rajdowych Mistrzostw Europy. Podzielony był po raz pierwszy na trzy etapy – prolog, etap asfaltowy i szutrowy.
W tej edycji rajdu wiele odcinków przeszło mniejsze bądź większe modyfikacje. Odcinek na ulicach Jeleniej Góry został wydłużony i uatrakcyjniony czterokrotnym przejazdem przez jeden obszar. Wydłużono w końcowej części także OS Kowary (Wojków) – Janowice Wielkie. Na próbach Podzamcze-Sosnówka oraz Janowice Wielkie-Jelenia Góra doszło do zamiany miejscami startu z metą, oba odcinki zostały skrócone i poprowadzone nieco inaczej niż w poprzednich latach. Doszły także dwa zupełnie nowe odcinki: asfaltowy Piechowice (Piastów)-Kromnów oraz szutrowy Janowice Wielkie-Przełęcz Karpnicka (choć na tym drugim sporo było łączników asfaltowych). Zmieniono także miejsce bazy rajdu – znajdowała się ona w Jeleniej Górze, a nie jak poprzednio w Karpaczu. Aby nie powtórzyły się kłopoty ze śniegiem w wyższych partiach, rajd przeniesiono na lipiec.
Warunki atmosferyczne: słońce
Odcinki specjalne:
Prolog (01.07.1994):
OS – 1 Jelenia Góra – Jelenia Góra (asfalt, 3,72 km)
Etap 2 (02.07.1994):
OS – 2,7,12 Karpacz – Karpacz (asfalt, 7,71 km)
OS – 3,8,13 Kowary (Wojków) – Janowice Wielkie (asfalt, 15,85 km)
OS – 4,9,14 Sosnówka – Podzamcze (asfalt, 19,3 km)
OS – 5,10,15 Jelenia Góra (Sobieszów) – Piechowice (asfalt, 10,7 km)
OS – 6,11,16 Piechowice (Piastów) – Kromnów (asfalt, 6,5 km)
Etap 3 (03.07.1994):
OS – 17,21 Jelenia Góra (Maciejowa) – Janowice Wielkie (szuter, 9,4 km)
OS – 18,22 Janowice Wielkie – Przełęcz Karpnicka (szuter, 7,82 km)
OS – 19,23 Karpniki – Przełęcz Karpnicka (szuter, 6,4 km)
OS – 20,24 Łomnica Dolna – Karpniki (szuter, 12,0 km)

## Przed rajdem
Po awarii na początku Rajdu Polski Paweł Przybylski miał duży apetyt na dobry wynik w Karkonoszach. Jedyną realną konkurencję wśród kierowców RSMP stanowił Robert Herba w A-grupowym Nissanie Sunny, zwycięzca Rajdu Elmot, któremu jednak awaryjność samochodu często nie pozwalała na dotarcie do mety. O dobry wynik mógł się pokusić także Stanislav Chovanec w A-grupowym Fordzie Escorcie RS Cosworth. Na dalszym planie znaleźli się dwaj kierowcy A-grupowych Fordów Sierra Cosworth – Dariusz Wirkijowski i Bogdan Ludwiczak.
Wśród kierowców grupy N zanosiło się na ciekawą rywalizację pomiędzy kilkoma kierowcami. Wiesław Stec, Krzysztof Hołowczyc, Robert Gryczyński, Andrzej Chojnacki, Maciej Kołomyjski, Romuald Chałas i Mariusz Ficoń mieli niemal równe szanse na wygranie w tej kategorii. Sensacyjnemu Zenonowi Sawickiemu, który w poprzednim roku ukończył imprezę na trzecim miejscu, tym razem nie dane było wystartować z powodu braku samochodu.
W F-2 od początku sezonu rządziły i dzieliły samochody Renault Clio. Zdecydowanymi faworytami byli Bogdan Herink i Andrzej Koper (obaj Clio Williams), nieco na dalszym planie znaleźli się Waldemar Doskocz (Clio 16V), Lesław Orski i Włodzimierz Skrodzki (obaj Volkswagen Golf GTi 16V). Tutaj także było kilka załóg zagranicznych, m.in. Jindřich Štolfa i Václav Zezulka (obaj Škoda Favorit)

## Przebieg rajdu[1]

### Przerwany prolog
Dzień przed ceremonią rozpoczęcia rajdu na ulicach Jeleniej Góry miał zostać rozegrany zmodyfikowany prolog, liczony do klasyfikacji generalnej rajdu.
Zawodnicy startowali w kolejności odwrotnej w stosunku do numerów startowych. Na próbę nie wyjechała jednak nawet połowa startujących kierowców. Prolog przerwano i anulowano jego wyniki po wypadku Dariusza Marciniaka (Toyota Corolla), który nie opanował samochodu i wpadł w stojącą przed budynkiem grupę kibiców. Trzy osoby zostały ciężko ranne, ale ich życiu nic nie groziło.

### Etap 2
Paweł Przybylski od początku ruszył do ataku, wygrywając kolejne próby niemal jak chciał. Tylko trzy z piętnastu prób pierwszego dnia rajdu nie zakończyły się zwycięstwem białej Toyoty. Robert Herba mimo ambitnej postawy nie był w stanie dotrzymać kroku kierowcy Toyoty, a dodatkowo przegrywał także z Bogdanem Herinkiem. W grupie N bardzo mocno zaczął Krzysztof Hołowczyc, plasując się przy okazji na czwartej pozycji w całym rajdzie, choć początkowo przegrywał rywalizację z Andrzejem Chojnackim.
F-2 to była wewnętrzna sprawa kierowców Renault. Bogdan Herink szybko zaczął odjeżdżać Andrzejowi Koperowi. Sensacyjnie zaczął jechać Jindřich Štolfa, który na znacznie słabszej Škodzie nie znajdował sposobu w tej kategorii tylko na "Harnasia". Dopiero za nim znajdowali się bardzo dobrze jadący Dariusz Wirkijowski w A-grupowym Fordzie Sierra, wspomniany wcześniej Koper oraz Mariusz Ficoń w N-grupowym Escorcie, pilotowany przez miejscowego zawodnika – Marka Skrobota.
Na trasie nie zabrakło pechowców. W samochodzie Waldemara Doskocza dość szybko zepsuło się wspomaganie i "Mrówa" do końca etapu nie mógł przejeżdżać przez zakręty tak szybko, jakby chciał. Zepsuta sprężarka od połowy etapu mocno spowolniła A-grupową Sierrę Bogdana Ludwiczaka. Wiesław Stec już w Karpaczu przebił oponę, a potem musiał się wycofać na skutek awarii skrzyni biegów. Dobrze jadący Robert Gryczyński także odpadł po awarii samochodu. Po siódmej próbie na trasie nie było już Stanislava Chovanca. Kłopoty techniczne wykluczyły Marka Sadowskiego, któremu Toyota Motor Poland udostępniła przebudowaną na pojazd A-grupowy Toyotę po Krzysztofie Hołowczycu. Efektowne dachowanie zakończyło występ Włodzimierza Skrodzkiego, również Lesław Orski nie osiągnął mety. Andrzej Chojnacki, mający realne szanse na mistrzowski laur w grupie N, na dziewiątej próbie rozbił swojego Forda. Jednak najgroźniejszą kraksę miał Ryszard Granica. Zdarzenie przypominało wypadek Mariana Bublewicza z Rajdu Zimowego 1993. Pomoc dotarła znacznie szybciej, kierowca przeżył, ale do rajdów ani do normalnego życia już nie powrócił.

### Etap 3
Na szutrach popisowo pojechali obaj kierowcy Toyoty, zrównując z ziemią resztę stawki. Paweł Przybylski niezagrożony jechał do mety, choć miał chwile grozy. Na jednej z prób za mocno przyciął zakręt i uderzył w skarpę. Samochód utrzymał się na kołach, jednak warszawianin przez kilkadziesiąt metrów musiał walczyć z podskakującym przodem. Równa jazda Roberta Herby pozwoliła mu skorzystać na pechu Bogdana Herinka i zająć w rajdzie drugie miejsce, trzeci (i jednocześnie pierwszy w grupie N) był Krzysztof Hołowczyc, który jako jedyny na szutrach zrównał się na jednej z prób z Przybylskim. Piątkę najlepszych uzupełnili Bogdan Herink (który stracił miejsce na podium na skutek uszkodzenia wspomagania) i Andrzej Koper. Sensacyjny Štolfa był szósty i wyprzedził drugiego w N-ce Mariusza Ficonia. Czeski kierowca byłby wyżej, gdyby nie uszkodzenie skrzyni biegów pod koniec rajdu. W pierwszej dziesiątce znaleźli się jeszcze Piotr Świeboda, Romuald Chałas i Maciej Kołomyjski. Dopiero za nimi dotarł Waldemar Doskocz, nadal jadący bez wspomagania. Sensacyjny Wirkijowski na szutrach uszkodził samochód i rajd skończył w połowie drugiej dziesiątki. Ludwiczak jadący nadal z uszkodzoną turbosprężarką dotarł pod koniec stawki kierowców. Klasę A-6 wygrał Artur Wodniak. Kierowca eks-fabrycznego Poloneza 1600 pokonał kierowców dysponujących zagranicznym, dużo nowocześniejszym sprzętem.

## Klasyfikacja generalna
1. Paweł Przybylski/Krzysztof Gęborys (Toyota Celica GT4)
2. Robert Herba/Artur Skorupa (Nissan Sunny GTi-R)
3. Krzysztof Hołowczyc/Maciej Wisławski (/N/Toyota Celica GT4)
4. Bogdan Herink/Barbara Stępkowska (Renault Clio Williams)
5. Andrzej Koper/Jakub Mroczkowski (Renault Clio Williams)
6. Jindřich Štolfa (CZ)/Miroslav Fanta (CZ) (Škoda Favorit)
7. Mariusz Ficoń/Marek Skrobot (/N/Ford Escort RS Cosworth)
8. Piotr Świeboda/Malina Wiechowska (Opel Kadett GSi 16V)
9. Romuald Chałas/Zbigniew Atłowski (/N/Ford Escort RS Cosworth)
10. Maciej Kołomyjski/Sławomir Łuba (/N/Ford Sierra Cosworth 4x4)